# Locura divina
La locura divina, también conocida como theia mania y sabiduría loca, se refiere a un comportamiento poco convencional, escandaloso, inesperado o impredecible vinculado a actividades religiosas o espirituales. Se pueden encontrar ejemplos de locura divina en el budismo, el cristianismo, el helenismo, el hinduismo, el islam, el judaísmo y el chamanismo.
Generalmente se explica como una manifestación de comportamiento iluminado por parte de personas que han trascendido las normas sociales, o como un medio de práctica espiritual o enseñanza entre mendicantes y maestros. Estos comportamientos pueden parecer síntomas de enfermedad mental para la sociedad en general, pero son una forma de éxtasis religioso o "actividad estratégica y decidida" deliberada  "por parte de individuos altamente conscientes de sí mismos que hacen un uso estratégico del tema de la locura en la construcción de sus personajes públicos". 

## Paralelos transculturales

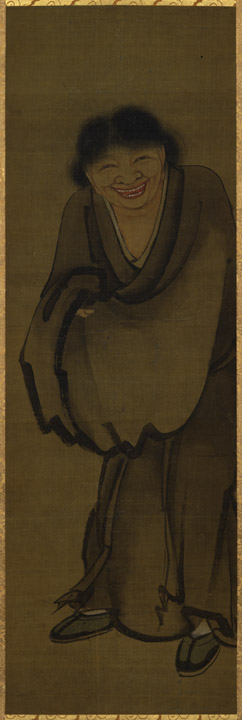
Yan Hui representa al loco Hanshan寒山. Color sobre seda. Museo Nacional de Tokio

Según June McDaniel y otros eruditos, la locura divina se encuentra en la historia y las prácticas de muchas culturas y puede reflejar un éxtasis religioso o una expresión del amor divino.  Platón en su Fedro y sus ideas sobre la theia mania, los judíos jasídicos, la ortodoxia oriental, el cristianismo occidental, el sufismo y las religiones indias son testigos del fenómeno de la locura divina.  No es la forma ordinaria de locura, sino un comportamiento que es consistente con las premisas de un camino espiritual o una forma de completa absorción en Dios.  
DiValerio señala que existen tradiciones comparables de "santos locos" en las culturas budista, hindú, islámica y cristiana, pero advierte contra los "vuelos de fantasía" que establecen con demasiada facilidad comparaciones entre estos diversos fenómenos. 
Georg Feuerstein considera que el poeta zen Hanshan (siglo IX) manifestaba locura divina, y explica que cuando la gente le preguntaba sobre el zen, él sólo se reía histéricamente. El maestro zen Ikkyu (siglo XV) solía correr por su ciudad con un esqueleto humano difundiendo el mensaje de la impermanencia de la vida y la sombría certeza de la muerte.  Según Feuerstein, formas similares de comportamiento social anormal y santa locura se encuentran en la historia de la santa cristiana Isadora y del narrador sufí islámico Mulla Nasruddin.  La locura divina tiene paralelos en otras religiones, como el judaísmo y el hinduismo.  

## Antigua Grecia y Roma:theia mania
Theia mania (en griego antiguo: θεία μανία) es un término utilizado por Platón en su diálogo Fedro para describir una condición de locura divina (comportamiento inusual atribuido a la intervención de un Dios).  En esta obra, que data aproximadamente del 370 a. C., Sócrates sostiene que la locura no es necesariamente un mal, afirmando que "la mayor de las bendiciones nos llega a través de la locura, cuando es enviada como un regalo de los dioses".  
Sócrates describe cuatro tipos de locura divina:  
- El frenesí profético del Oráculo de Delfos y las sacerdotisas de Dodona (el regalo de Apolo)
- Revelaciones e iniciaciones místicas, que proporcionan "una vía de liberación para los necesitados" (el regalo de Dioniso)
- Inspiración poética (el don de las musas)
- La locura de los amantes (el regalo de Afrodita y Eros)

Platón amplía estas ideas en otro diálogo, Ion.
Una manifestación bien conocida de locura divina en la antigua Grecia fue el culto a las ménades, las seguidoras de Dioniso. Sin embargo, se sabe poco sobre sus rituales; la famosa descripción del culto en la obra de Eurípides Las bacantes no puede considerarse históricamente exacta. 
Mientras se detenían en la puerta, la virgen gritó:

"¡Pide ahora tu destino! ¡Al dios! ¡El dios está cerca!"

Al decir esto, su rostro se puso pálido,

sus cabellos retorcidos fluían libremente, el pecho agitado

se hinchó con la sangre salvaje de su corazón; su estatura parecía

más vasta, su acento más que el de un hombre mortal,

como todo el dios que se acercaba a su alrededor respiraba...

### Cristianismo
San Simeón, del siglo VI, afirma Feuerstein, simuló hábilmente la locura. Simeón encontró un perro muerto, ató una cuerda a la pata del cadáver y lo arrastró por el pueblo, indignando a la gente. Para Simeón, el perro muerto representaba una especie de equipaje que la gente lleva en su vida espiritual. Entraba en la iglesia local y lanzaba nueces a la congregación durante la liturgia, lo que luego le explicó a su amigo que estaba denunciando la hipocresía en los actos y oraciones mundanas. 
Michael Andrew Screech afirma que la interpretación de la locura en el cristianismo se adopta de la creencia platónica de que la locura se presenta en dos formas: mala y buena, dependiendo de las suposiciones sobre "lo normal" de la mayoría.  Los primeros cristianos apreciaban la locura y que los no cristianos los llamaran "locos".  Para ellos era la glosolalia o la "lengua de los ángeles".  El comportamiento y las enseñanzas de Cristo eran una locura blasfema en su época y, según Simon Podmore, "la locura de Cristo sirvió para santificar la locura blasfema". 
La locura religiosa de tipo éxtasis fue interpretada como buena por los primeros cristianos, en el sentido platónico. Sin embargo, a medida que la filosofía griega perdió popularidad en la teología cristiana, también lo hicieron estas ideas. En la época del Renacimiento, la locura carismática recobró el interés en el imaginario popular, al igual que la propuesta platónica de cuatro tipos de "locura buena".  En un contexto teológico cristiano, estos fueron interpretados en parte como un éxtasis divino, un escape de las restricciones de la sociedad, un frenesí por la libertad del alma. 
En el siglo XX, el pentecostalismo (los movimientos carismáticos dentro del cristianismo protestante, particularmente en Estados Unidos, América Latina y África) ha fomentado la práctica de la locura divina entre sus seguidores.   Se cree que la sabiduría y el poder curativo de los poseídos, en estos movimientos, provienen del Espíritu Santo, un fenómeno llamado carisma ("dones espirituales"). Según Tanya Luhrmann, la "escucha de voces espirituales" asociada a esto puede parecer una "enfermedad mental" para muchas personas, pero para los seguidores que gritan y bailan juntos como una multitud, no lo es.  Los seguidores creen que existe una larga tradición en la espiritualidad cristiana, donde se dice que santos como Agustín tuvieron experiencias similares de alucinaciones y locura deliberadas. 

### Islam
La locura divina es un tema en algunas formas de misticismo islámico. Entre las personas que han alcanzado estados mentales "locos", según Feuerstein, se incluyen los mast  y los sufíes ebrios asociados con el shath.   En algunas zonas de Gilgit (Pakistán), el comportamiento de los excéntricos faquires dedicados al devocionalismo místico se considera una "santidad loca".  En Somalia, según el jeque Abdi, el comportamiento y los métodos excéntricos de Moḥammed ʻAbdulle Hassan llevaron a algunos escritores de la época colonial a llamarlo "mullah loco", "sacerdote loco de Alá".  
Según Sadeq Rahimi, la descripción sufí de la locura divina en la unión mística refleja las asociadas con la enfermedad mental:

Las similitudes entre la formulación sufí de la locura divina y la experiencia popular de la psicosis son demasiado claras y demasiado frecuentes entre los pacientes turcos como para ser tratadas como coincidencias.

En la versión del sufismo de África occidental, según Lynda Chouiten, los ejemplos de santos locos forman parte del morabitismo, donde el comportamiento loco e idiota de un morabito se comparaba con una enfermedad mental y se consideraba una forma de locura divina, de santidad. Sin embargo, añade Chouiten, el sufismo se ha adaptado a este comportamiento de locura divina, a diferencia del Islam ortodoxo. 

## Religiones indias

### Hinduismo
El tema de la locura divina aparece en todas las principales tradiciones del hinduismo (Shivaísmo, Visnuismo y Shaktismo), tanto en sus mitologías como en sus santos, consumados mendigos y maestros.  Se los retrata como si estuvieran actuando como locos o santos, desafiando los supuestos y normas sociales como parte de sus búsquedas espirituales o como resultado de ellas. 

#### Avadhuta
Según Feuerstein, la designación Avadhuta (sánscrito: अवधूत) llegó a asociarse con la santidad loca o excéntrica o la "sabiduría loca" de algunos paramahamsa, maestros religiosos liberados, que revertían las normas sociales, como lo simboliza estar "vestidos del cielo" o "desnudos" (sánscrito: digambar).   Los avadhuta se describen en los Sannyasa Upanishads  del hinduismo, textos sánscritos de principios de la Edad Media que analizan la vida monástica (sannyasa, literalmente "abandonos de casa") de los sadhus (monjes) y sadhvis (monjas) hindúes. El Avadhuta es una categoría de mendicantes y se describe como antinómico. El término significa "desechado, alguien que ha eliminado los sentimientos/apegos mundanos, alguien que ha desechado todas las preocupaciones mortales". Se le describe como alguien que en realidad es sabio y normal, pero que a los demás que no lo entienden les parece "loco". Su comportamiento puede incluir estar vestido (o desnudo) de manera extraña, dormir en campos de cremación, actuar como un animal, un "lunático" guardando su comida en una calavera, entre otros.    Según Feuerstein, "el avadhuta es aquel que, en su intoxicación por Dios, ha "desechado" todas las preocupaciones y estándares convencionales".  Feuerstein afirma además que en el Tíbet y la India tradicionales, "el "santo tonto" o el "santo loco" [y la loca] ha sido reconocido durante mucho tiempo como una figura legítima en el ámbito de la aspiración y la realización espiritual". 

#### Bhakti
La tradición bhakti surgió en el hinduismo en la época medieval. Se relaciona con el éxtasis religioso y los estados de trance y las emociones intensas que lo acompañan.  Según McDaniel, el éxtasis devocional es "una alteración radical de la percepción, emoción o personalidad que acerca a la persona a lo que considera sagrado".  Puede compararse con drsti, percepción directa o pensamiento espontáneo, a diferencia de las ideas aprendidas.  El bhakta establece una relación recíproca con lo divino.  Aunque la participación en lo divino generalmente se favorece en el discurso vaisnava bhakti a lo largo de las sampradayas en lugar de la imitación del "juego" divino (sánscrito: lila), existe la importante anomalía de la secta Vaisnava-Sahajiya.  
McDaniel señala que el comportamiento y las experiencias de los extáticos pueden violar el comportamiento esperado según los textos. Si bien los textos describen "etapas de desarrollo religioso y crecimiento gradual de la percepción y la emoción", las experiencias de la vida real pueden ser "un caos de estados que deben ser forzados a encajar en un molde religioso", en el que a menudo no lo hacen.  Esta discrepancia puede llevar a una identificación errónea de esas experiencias como "locas" o "poseídas" y a la aplicación de exorcismos y tratamientos ayurvédicos para encajar esos éxtasis en el molde. 
McDaniel se refiere a William James, quien hizo una distinción entre cambio gradual y abrupto,  mientras que Karl Potter hace una distinción entre filosofías de progreso y salto.  La filosofía del progreso es jativada, desarrollo gradual; La filosofía del salto es ajativada, "conocimiento o intuición repentina".  Ambos enfoques también se pueden encontrar en el bhakti bengalí. En el éxtasis ritual se han incorporado prácticas yóguicas y tántricas, junto con la idea de un desarrollo paulatino a través de prácticas espirituales. Para los extáticos espontáneos, ocurre lo contrario: la unión con lo divino conduce al control corporal y al desapego.  La misma distinción es central en la retórica zen clásica sobre la intuición repentina, que se desarrolló en la China del siglo VII. 
El camino de progresión gradual se llama sastriya dharma, "el camino de los mandatos de las Escrituras".  Se asocia con el orden y el control, y "la lealtad al linaje y la tradición, la aceptación de la jerarquía y la autoridad, y el culto y la práctica ritual".  En contraste, el camino del avance repentino es asastriya, "no según las escrituras".  Se asocia con "el caos y la pasión, y lo divino se alcanza mediante visiones y revelaciones impredecibles".  Lo divino se puede encontrar en entornos y elementos tan impuros como terrenos en llamas, sangre y sexualidad.  La experiencia divina no está determinada por la lealtad al linaje y a los gurús, y se pueden seguir a varios gurús.  Según McDaniel, la locura divina es un aspecto importante de este enfoque innovador. 

### Budismo tibetano:nyönpa,drubnyony "sabiduría loca"

#### Santos locos
En el budismo tibetano, nyönpa (en transliteración Wylie: smyon pa), "yoguis locos" tántricos, son parte de la tradición Nyingma    y la tradición Kagyu.  Su comportamiento puede parecer escandaloso, según los estándares convencionales,  pero el siddha arquetípico es una característica definitoria de la tradición nyingma, que difiere significativamente de la tradición Gelugpa, de orientación más erudita.  Su fundador, Padmasambhava (India, siglo VIII), era un siddha arquetípico, al que todavía se conmemora con danzas anuales.  Milarepa (c.1052-c.1135 d. C.), fundador de la escuela Kagyu, también está estrechamente relacionado con la noción de locura divina en el budismo tibetano.  Su biografía fue escrita por Tsangnyön Heruka (1452-1507), "el loco de Tsang", un famoso nyönpa.  Otros locos famosos son Drukpa Kunley (1455-1529) y Ünyön Künga Zangpo. Juntos también son conocidos como "los tres locos" (smyon pa gsum).  Los siddhas indios y sus homólogos tibetanos también desempeñaron un papel esencial en el Renacimiento tibetano (c. 950-1250 d. C.), cuando se restableció el budismo en el Tíbet. 
Según DiValerio, el término tibetano nyönpa se refiere a siddhas, yoguis y lamas cuyo comportamiento "loco" es "sintomático de altos logros en la práctica religiosa".  Este comportamiento se entiende más ampliamente en el Tíbet como "un síntoma de que los individuos están iluminados y han trascendido los engaños mundanos ordinarios".  Su comportamiento poco convencional es visto por los tibetanos como un signo de su trascendencia de namtok (sánscrito: vipalka), "formaciones conceptuales o ideaciones falsas".  Si bien su comportamiento puede verse como repulsivo desde un punto de vista dualista, la visión ilustrada trasciende la visión dualista de lo repulsivo y lo no repulsivo. 
Se considera que se manifiesta de forma natural, no intencional, aunque a veces también se interpreta como un comportamiento intencional "para ayudar a seres no iluminados a darse cuenta de la vacuidad de los fenómenos, o como parte del propio entrenamiento del yogui hacia esa realización".  También puede verse como una forma de entrenamiento, para trascender los límites de la convención y, por tanto, los límites de la autopercepción ordinaria, dando paso a "una forma más inmediata de experimentar el mundo, una forma que se basa en la verdad del vacío, en lugar de nuestros imperfectos hábitos mentales."  Si bien los conocidos nyönpa se consideran completamente iluminados, el estado de los yoguis menos conocidos sigue siendo desconocido, y la naturaleza de su comportamiento poco convencional puede no ser exactamente determinable, ni siquiera por los lamas. 
Según DiValerio, los tibetanos consideran el término drupton nyönpa como un oxímoron, una contradicción en los términos, y por eso

Una persona loca no puede ser un "siddha", y un "siddha", por definición, no puede ser loco, al menos no en la comprensión médica de la locura.

DiValerio también sostiene que su comportamiento poco convencional es "una actividad estratégica y decidida, en lugar de ser el subproducto de un estado de iluminación"  y concluye que "la tradición del "santo loco" está constituida por individuos altamente conscientes de sí mismos que hacen un uso estratégico del tema de la locura en la construcción de sus personajes públicos",  argumentando que

...la conducta excéntrica distintiva de los locos de Ünyön Künga Zangpo y Tsang se entiende mejor como una forma de "fundamentalismo tántrico" en el sentido de que se basaba en seguir una lectura literal de los tantras del Yoga Supremo, promulgada como una respuesta estratégica a los cambios que se estaban produciendo en la cultura religiosa tibetana de finales del siglo XV. La "locura" de Drukpa Künlé fue el resultado de su postura crítica hacia la cultura religiosa tibetana en general.

#### Sabiduría loca
En cierta literatura budista, la frase "sabiduría loca" se asocia con los métodos de enseñanza de Chögyam Trungpa,  él mismo un maestro Nyingma y Kagyu, quien popularizó la noción con sus adeptos Keith Dowman y Georg Feuerstein.   El término "sabiduría loca" traduce el término tibetano drubnyon, una filosofía que "tradicionalmente combina una visión excepcional y un poder mágico impresionante con un extravagante desprecio por el comportamiento convencional".  En su libro Crazy Wisdom, que consta de transcripciones de seminarios sobre los ocho aspectos de Padmasambhava impartidos en 1972,  el tulku tibetano Chögyam Trungpa describe el fenómeno como un proceso de investigación y abandono de cualquier esperanza de respuesta. :

Seguimos avanzando más y más y más y más hasta que llegamos al punto en que no hay respuesta. [...] En ese punto tendemos a perder la esperanza de una respuesta, o de cualquier cosa, en realidad. [...] Esta desesperanza es la esencia de la sabiduría loca. No hay esperanza, absolutamente ninguna esperanza.

Dado que Chögyam Trungpa describió la sabiduría loca de varias maneras, DiValerio ha sugerido que Trungpa no tenía una idea fija de la misma. 
Según DiValerio, The Divine Madman: The Sublime Life and Songs of Drukpa Kunley de Keith Dowman es "el documento más influyente en la configuración de cómo los euroamericanos han llegado a pensar sobre el fenómeno del santo loco tibetano".  La comprensión de Dowman sobre los santos locos es similar a las interpretaciones tibetanas, viendo a los santos locos tibetanos como "locos" según los estándares convencionales, pero señalando que en comparación con el ideal espiritual budista "somos la gran mayoría de nosotros los que estamos locos".  Dowman también sugiere otras explicaciones para el comportamiento poco convencional de Drukpa Künlé, incluida la crítica a la religión institucionalizada y la actuación como catalizador de la percepción directa.  Según DiValerio, la visión de Dowman de que Künlé critica las instituciones religiosas tibetanas no es compartida por los especialistas religiosos tibetanos contemporáneos, sino que forma parte de la propia crítica de Dowman a las instituciones religiosas.  DiValerio señala además que "la presentación que hizo Dowman de Drukpa Künlé como rotundamente antiinstitucional [tuvo] gran influencia [...] en la configuración (y distorsión) del pensamiento del mundo euroamericano sobre el tema". 
Según Feuerstein, quien fue influenciado por Chogyam Trungpa,  la locura divina es un comportamiento poco convencional, escandaloso, inesperado o impredecible que se considera una manifestación de logro espiritual.  Esto incluye arquetipos como el del santo tonto y el del trickser.  

#### Inmediatismo
Arthur Versluis señala que varios o la mayoría de los maestros que Feuerstein considera ejemplares por su locura divina, o su sabiduría loca, lo son por su inmediatismo.  Entre ellos se encuentran Adi Da, el maestro de Feuerstein, y Rajneesh.  "Inmediatismo" se refiere a "una afirmación religiosa de percepción espiritual espontánea, directa e inmediata de la realidad (normalmente con poca o ninguna formación previa), que algunos denominan 'iluminación'".  Según Versluis, el inmediatismo es típico de los estadounidenses, que quieren "el fruto de la religión, pero no sus obligaciones", aunque el inmediatismo tiene sus raíces en la cultura y la historia europeas  desde el platonismo,  y también incluye el perennialismo,  Versluis señala a Ralph Waldo Emerson como su antecesor clave,  quien "enfatizó la posibilidad de conocimiento y poder espiritual inmediato y directo." 
Versluis señala que el budismo tibetano tradicional no es inmediatista, ya que Mahamudra y Dzogchen "son parte de una práctica y tradición ritual y meditativa controlada bastante estricta".  Sin embargo, también se refiere a R. C. Zaehner, "quien llegó a considerar el no dualismo derivado de la religión asiática como más o menos inexorablemente ligado al antinomianismo, la inmoralidad y la disolución social".  Versluis señala además que en el Mahamudra y el Dzogchen tradicionales, el acceso a las enseñanzas está restringido y necesita preparación.  Versluis señala además que los profesores inmediatistas pueden resultar atractivos debido a su sentido de certeza, que contrasta con el cuestionamiento posmodernista de las afirmaciones de verdad.  Señala además la falta de compasión que a menudo se observa con respecto a esos maestros inmediatistas. 

## Chamanismo
Según Mircea Eliade, la locura divina es parte del chamanismo, un estado que un patólogo o psicólogo probablemente diagnosticará como una enfermedad mental o una condición psicológica aberrante. Sin embargo, afirman Eliade y Harry Eiss, esto sería un diagnóstico erróneo porque el chamán tiene "el control del estado místico, en lugar de que el estado psicótico lo controle a él". Un chamán entra en estado de trance, con rituales como música y danza, y luego sale de él cuando quiere. Una enfermedad mental carece de estas características. Además, al menos para los participantes, las acciones y el trance del chamán tienen significado y poder, ya sea como sanador o en otro sentido espiritual.  